# Fanny von Arnstein
Fanny von Arnstein, Franziska svobodná paní von Arnstein, rozená Vögele Itzig (29. listopadu 1758 Berlín — 8. června 1818 Baden u Vídně) byla rakouská filantropka.

## Život
Narodila se v rodině berlínského židovského bankéře a majitele továren Daniela Itziga a jeho manželky Mariane (Miriam) rozené Wulffové (1725–1788). Měla pět bratrů a devět sester. V rodině se jí dostalo širokého vzdělání. Byla velmi sečtělá a věnovala se rovněž hře na kalvír.
V roce 1776 se provdala za vídeňského bankéře Nathana Adama von Arnstein (1748–1838), který byl rovněž švédským generálním konzulem. Přestěhovala se s manželem do Vídně. Kvůli svému náboženství a pruskému původu se zde setkávala s opovržením a diskriminací. Proto se snažila o sblížení židovských a křesťanských kruhů.
Jako žena bankéře přinesla z Berlína do Vídně nový koncept: hudební a literární salon, kde se scházeli přední literáti, umělci, diplomaté i politici.
Tento salon nabyl obzvláštního významu v době konání Vídeňského kongresu a je zmiňován v pamětech mnoha osobností té doby. Mezi návštěvníky patřili například Madame de Staël, Wolfgang Amadeus Mozart, Wilhelm von Humboldt, vévoda z Wellingtonu, Charles Maurice de Talleyrand-Périgord, Karl August von Hardenberg, Rahel Varnhagen, August Wilhelm Schlegel, Justinus Kerner, Caroline Pichler nebo Zacharias Werner.
V roce 1814 přinesla Fanny von Arnstein z Pruska nový zvyk: vánoční stromeček.
V roce 1812 byla rovněž spoluzakladatelkou Společnost přátel hudby (Gesellschaft der Musikfreunde).
Její jediná dcera Henrietta, baronka Pereira-Arnstein (1780–1859), byla také nadanou hudebnicí a udržovala pravidelnou korespondenci se svou sestřenicí Leou Salomon, manželkou Abrahama Mendelssohna a matkou Felixe a Fanny Mendelssohnových (která byla pojmenována právě po Fanny Arnstein).